# 彼女は夢見るドラマクイーン
『彼女は夢見るドラマクイーン』（原題：Confessions of a teenage drama queen）は、2004年公開のアメリカ映画。原作はダイアン・シェルドンによるヤングアダルト向け小説『Confessions of a Teenage Drama Queen』。

## あらすじ
ニューヨークに暮らす少女ローラはおしゃれと音楽が好きで、女優を夢見ていた。だが、一家そろってニュージャージー州に引っ越すことになった。自らの将来像が見えなくなり、将来への希望も持てぬまま、ローラの新しい生活が始まった。

## キャスト
| 役名                                             | 俳優                           | 日本語吹替   |
| ------------------------------------------------ | ------------------------------ | ------------ |
| メアリー・エリザベス・”ローラ・ステップ”・セップ | リンジー・ローハン             | 小笠原亜里沙 |
| エラ                                             | アリソン・ピル                 | もたい陽子   |
| カーラ                                           | ミーガン・フォックス           | 甲斐田裕子   |
| スチュー                                         | アダム・ガルシア               | 堀内賢雄     |
| カレン・セップ                                   | グレン・ヘドリー               | 雨蘭咲木子   |
| サム                                             | イーライ・マリエンタール       | 岸尾だいすけ |
| バゴーリ先生                                     | キャロル・ケイン               | 真山亜子     |
| エラの母親                                       | シーラ・マッカーシー           | 滝沢ロコ     |
| カルム・セップ                                   | トム・マッカムス               | 内田直哉     |
| エラの父親                                       | リチャード・フィッツパトリック | 福田信昭     |
| マーシャ                                         | アシュリー・レガット           |              |

- その他の日本語吹き替え：土田大／楠見尚己／仲野裕／志村知幸／中澤やよい／井浦愛／谷井あすか／京井幸

## 受賞歴
- 2004 - 受賞; ティーン・チョイス・アワード - ブレイクアウト映画女優賞：リンジー・ローハン